# Встреча перед разлукой
«Встреча перед разлукой» — советский телефильм 1985 года режиссёра Владимира Храмова, по мотивам повести Виктора Тельпугова «Парашютисты».

## Сюжет
22 июня 1941 года. Пассажирский самолёт сбит фашистами и совершает экстренную посадку в белорусских болотах, выживают трое — солдат Иван Кузнецов, летевший домой на побывку, студентка медицинского института Женя и студент Володя. Нескоро они понимают, что началась война — только наткнувшись в лесу на немца, который заявляет, что они у него в плену. Юный десантник Иван, недавно совершивший свой первый прыжок с парашютом, и не думал, что войну придётся ему вести вот так — на оккупированной территории, неизвестной, труднопроходимой местности, без оружия и каких-либо средств для жизни и боя, в компании с раненым студентом и девчонкой-медсестрой. Через восемь дней, пройдя через тяжёлые испытания в болотах и лесах в окружении обнаглевших фашистов, они с боем пробиваются к советским войскам… а война только начинается.

## В ролях
- Андрей Арзяев — Иван Кузнецов
- Елена Дробышева — Женя
- Михаил Яковлев — Володя
- Владимир Кашпур — Степан Акимыч
- Виктор Нестеров — Мартыненко
- Роман Лавров — немецкий солдат
- Александр Кахун — немецкий лётчик
- Игорь Воробьёв — Абдалов, солдат
- Николай Наркевич — эпизод
- Радий Афанасьев — эпизод
- Герман Коваленко — эпизод

## Литературная основа
Фильм снят по мотивам повести Виктора Тельпугова «Парашютисты», одной из книг трилогии писателя о десантнике Сергее Слободкине «Парашютисты», «Все по местам!» и «Полынь на снегу». Повесть «Парашютисты» вышла в 1968 году (перед этим отдельные главы публиковались в конце 1967 года в газете «Московская правда»). Повесть была хорошо встречена критикой.
Повесть основана на личных впечатлениях — писатель встретил войну под Минском рядовым солдатом-десантником 4-го воздушно-десантного корпуса:

Виктор Тельпугов пришел в литературу не скорым путем, уже сорокалетним, успел познать нелегкую армейскую службу еще до войны, встречал в кровавых боях врага в Белоруссии. Не случайно поэтому судьба десантника Сергея Слободкина, простого солдата, героя повестей Тельпугова, тесно сплетается с собственной судьбой автора— Огонёк, 1977 год

Тот, кто прочтет «Парашютистов», эту маленькую повесть о том, как встретили Отечественную войну и свой первый бой солдаты десантной роты, как, израненные, измученные, голодные, они пробирались по территории занятой немцами, к своим, поймет, что эту вещь автор не мог не написать. Таково эмоциональное воздействие психологической достоверности, возникающей в повести.— Новый мир, 1980 год
Книга через годы остаётся интересной. Сайт «Военная литература» называет её резко отличающейся от «книжек про войну для среднего школьного возраста», написанной без пафоса и лицемерного гуманизма, производящей сильное впечатление, а психолингвист Валерий Белянин в своей работе «Психологическое литературоведение» отнёс повесть к «тёмным» текстам, лексика которых связана с сенсорными ощущениями и биологическим уровнем человеческого существования.